# Руські воєводи

Герб Руського воєводства (кінець 16 століття).

Ру́ський воєво́да (лат. Palatinus Russiae; пол. wojewoda ruski) — уряд (посада) очільника Руського воєводства в Королівстві Польському та Речі Посполитій. Існувала протягом 1434–1794 року. Резиденцією воєводи був Львів, адміністративний центр воєводства.

## Список

### За часів Ягеллонів
| Зображення | Воєвода                    | На посаді   | Коментарі  |
| ---------- | -------------------------- | ----------- | ---------- |
|            | Ян Менжик                  | 1434 — 1437 |            |
|            | Пйотр Одровонж             | 1437 — 1450 |            |
|            | Анджей Одровонж            | 1452 — 1465 |            |
|            | Станіслав Ходецький        | 1466 — 1474 | з Ходча    |
|            | Спитек Ярославський        | 1474 — 1479 |            |
|            | Ян Одровонж                | 1479 — 1485 |            |
|            | Ян Пілецький               | 1485 — 1496 |            |
|            | Анджей Фредро              | 1496        |            |
|            | Миколай Тенчинський        | 1496 — 1497 |            |
|            | Якуб Бучацький             | 1497 — 1501 |            |
|            | Ян Амор Тарновський        | 1501 — 1507 |            |
|            | Ян Фредро                  | 1507        | з Нижніва  |
|            | Станіслав Кміта            | 1508 — 1511 | з Вісьнича |
|            | Ян Одровонж                | 1511 — 1513 |            |
|            | Отто Ходецький             | 1515 — 1527 |            |
|            | Ян Амор Тарновський        | 1527 — 1535 |            |
|            | Ян Тенчинський             | 1536 — 1537 |            |
|            | Станіслав Одровонж старший | 1537 — 1542 |            |
|            | Станіслав Одровонж         | 1542 — 1545 |            |
|            | Петро Фірлей               | 1545 — 1553 |            |

### У часи виборної монархії
| Зображення | Воєвода                                | На посаді | Коментарі                                   |
| ---------- | -------------------------------------- | --------- | ------------------------------------------- |
|            | Микола Сенявський                      | 1553–1569 | Великий гетьман коронний                    |
|            | Юрій Язловецький                       | 1569–1575 | Великий гетьман коронний                    |
|            | Геронім Сенявський                     | 1576–1582 |                                             |
|            | Станіслав Жолкевський, батько гетьмана | 1585–1588 |                                             |
|            | Миколай Гербурт                        | 1588–1593 |                                             |
|            | Станіслав Ґольський                    | 1604–1612 |                                             |
|            | Іван Данилович                         | 1613–1628 | з Олесько, з ополяченого руського роду      |
|            | Станіслав Любомирський                 | 1628–1638 |                                             |
|            | Костянтин Вишневецький                 | 1638–1641 |                                             |
|            | Якуб Собеський                         | 1641–1646 | Батько польського короля Яна ІІІ Собеського |
|            | Ярема Вишневецький                     | 1646–1651 |                                             |
|            | Станіслав Лянцкоронський               | 1652–1657 | Польний гетьман коронний                    |
|            | Стефан Чарнецький                      | 1657–1664 | Згаданий у польському національному гімні   |
|            | Станіслав Ян Яблоновський              | 1664–1692 | великий гетьман коронний                    |
|            | Марек Матчинський                      | 1692–1697 |                                             |
|            | Ян Станіслав Яблоновський              | 1697–1731 |                                             |
|            | Август Олександр Чорторийський         | 1731–1782 |                                             |
|            | Станіслав Щенсний Потоцький            | 1782–1788 |                                             |
|            | Ян Кіцький                             | 1791–1794 |                                             |